# برگذاشت ارتش جمهوری اسلامی ایران (تمبر ۱۳۶۰)
تمبر برگذاشت ارتش جمهوری اسلامی ایران (۱۳۶۰) تمبری است از نوع یادبود که به مناسبت برگذاشت ارتش جمهوری اسلامی ایران چاپ گردید. این تمبر توسط پست جمهوری اسلامی ایران منتشر گردید.